# Villaricos
Villaricos és una pedania costanera al municipi de Cuevas del Almanzora, a la província d'Almeria, Andalusia, a 117 km de la capital provincial, Almeria, i a 13 km de Cuevas del Almanzora. El 2018 tenia 626 habitants. La pedania té 63 km². És una ciutat d'estiueig amb dos petits ports: Puerto de Villaricos i Port Esportiu de Villaricos La Esperanza. Fou l'antiga Barea dels bastetans.